# GRS80
El GRS80 (Geodetic Reference System 1980) és un sistema de referència geodèsic, utilitzat a Europa, que consisteix en un el·lipsoide de referència global i un model de camp de gravetat.

## Paràmetres
Quant a la geometria, l'el·lipsoide de referència ve definit pel seu semieix major (radi equatorial) {\displaystyle a} i, o bé el seu semieix menor (radi polar) {\displaystyle b}, la seva relació d'aspecte {\displaystyle (b/a)} o l'aplatament {\displaystyle f}. En l'actualitat és necessari dotar de magnitud físiques i dinàmiques als el·lipsoides; per al GRS80, aquests valor són:

## Constants geomètriques
- Semieix major {\displaystyle =a=}6,378,137.00000 m;
- Semieix menor {\displaystyle =b=} 6,356,752.31414 m;
- Relació eixos {\displaystyle =b/a=} 0.996647189318775;
- Aplatament {\displaystyle =f=} 0.003352810681225;

Inversa de l'aplatament {\displaystyle =1/f=}298.257222101;

## Constants geomètriques derivades
- Radi mig definit per la International Union of Geodesy and Geophysics (IUGG): R1= (2a+b)/3 = 6,371,008.7714 m;
- Radi autàlic= 6,371,007.1810 m;
- Radi de l'esfera del mateix volum {\displaystyle =(a^{2}b)^{1/3}=} 6,371,000.7900 m;
- Excentricitat primera {\displaystyle =(a^{2}-b^{2})^{.5}=} 521,854.0097 m;
- Excentricitat segona {\displaystyle =((a^{2}-b^{2})^{.5})/a=} 0.0818191910435;
- Radi de curvatura polar {\displaystyle =a^{2}/b=} 6,399,593.6259 m;
- Radi de curvatura equatorial per a un meridià{\displaystyle =b^{2}/a=} 6,335,439.3271 m;
- Quadrant d'un meridià = 10,001,965.7293 m;

## Constants físiques
- Definició de la masa geocentrica incluida l'atmosfera {\displaystyle GM=} 3986005·108 m³/s²;
- Factor de forma dinámica {\displaystyle J_{2}} = 108263· 10-8;
- Velocitat angular de rotació {\displaystyle \omega } = 7292115·10-11 s-1;